# 이철규 (1964년)
이철규(李哲揆, 1964년 5월 6일~1989년 5월 10일)는 의문사당한 대한민국의 민주화운동가이다.
전라남도 장성에서 태어났다. 광주에서 고교 2학년 재학 중이던 1980년 광주민주화운동을 체험하면서 민주화운동에 뜻을 두게 되었다.
1982년 조선대학교 전자공학과에 입학하여 학생운동에 투신한 이철규는 민족 해방(NL) 계열에서 적극으로 활동하다가 학교에서 제적당했으며, 1986년 징역 2년형을 선고받고 복역 중이던 1987년 6월 항쟁이 일어나면서 가석방되었다. 당시 조선대학교에서는 총장 박철웅을 상대로 한 학원 민주화운동이 진행 중이었고 이철규는 가석방되자마자 이 운동에 즉시 가담했다가 1988년 학교에 복적했다.
1989년 1월 조선대학교 교지인 「민주조선」의 편집장을 맡았는데 교지에 실린 조선민주주의인민공화국 관련 내용이 문제가 되어 그해 4월 편집위원 전원이 수배당했다. 이후 숨어 지내던 이철규는 5월 3일 택시를 타고 이동하던 중 경찰관에게 검문받았고 검문을 피해 달아나는 모습을 마지막으로 행방불명되었다.
일주일 뒤인 5월 10일 이철규의 시신이 인근 수원지에 빠진 상태로 발견되었다. 시신은 심하게 변색이 되어 있는 등 일반적인 익사체와 다르게 보였기 때문에 검문을 피해 달아나던 이철규를 경찰관이 체포하고서 고문해 죽였다는 의혹이 제기되었으나 실족사라는 당시 수사 결과를 뒤집는 진상은 밝혀지지 않았다. 이 사건은 제6공화국 노태우 정부 시기를 대표할 정도로 전형이 될 만한 특징이있는 의문사 사건으로 남아 있다.
1992년 문병란과 지선이 건립위원장이 되어 추모비를 세웠다. 1990년 8월 15일 조선민주주의인민공화국에서 조국통일상이 추서되었다.

## 같이 보기
- 이한열
- 강경대
- 박종철
- 조국통일상
- 임수경